# Olympische Jugend-Winterspiele 2012/Teilnehmer (Eritrea)
| Gelbes Symbol für Goldmedaillen mit stilisierten Olympischen Ringen | Graues Symbol für Silbermedaillen mit stilisierten Olympischen Ringen | Braundes Symbol für Bronzemedaillen mit stilisierten Olympischen Ringen |
| ------------------------------------------------------------------- | --------------------------------------------------------------------- | ----------------------------------------------------------------------- |
| —                                                                   | —                                                                     | —                                                                       |

Eritrea nahm an den Olympischen Jugend-Winterspielen 2012 in Innsbruck mit einem Athleten in einer Sportart teil.

## Sportarten

### Ski Alpin
| Athleten             | Wettbewerb   | Durchgang 1 | Durchgang 2        | Gesamt             | Gesamt             |
| Athleten             | Wettbewerb   | Zeit        | Zeit               | Zeit               | Rang               |
| -------------------- | ------------ | ----------- | ------------------ | ------------------ | ------------------ |
| Jungen               |              |             |                    |                    |                    |
| Shannon-Ogbani Abeda | Super-G      |             |                    | DNF                | DNF                |
| Shannon-Ogbani Abeda | Riesenslalom | DNF         | nicht qualifiziert | nicht qualifiziert | nicht qualifiziert |
| Shannon-Ogbani Abeda | Slalom       | 46,14 s     | DNF                | nicht qualifiziert | nicht qualifiziert |
| Shannon-Ogbani Abeda | Kombination  | DNF         | nicht qualifiziert | nicht qualifiziert | nicht qualifiziert |